# 贾米勒·米德费
贾米勒·米德费（英语：Jamil al-Midfai，阿拉伯语：‎；1890年—1958年10月26日），伊拉克政治家，多次担任首相。
出生于摩苏尔，毕业于伊斯坦布尔工程学院。初在奥斯曼土耳其军队任炮兵军官，1916年参加在谢里夫·侯赛因领导下举行起义的阿拉伯武装力量。1921年伊拉克独立时回国，任省长，颇有才干。他是参加过阿拉伯起义、后成为伊拉克王国骨干力量的那些军官的代表人物。曾任内政大臣，1930年任国会议长，1933年－1934年两度任首相，后任国防大臣。在1937年社会混乱和财政困难时期，又出任首相，并与亲英反德的一群政客结成联盟。1941年这群政客迫使摄政王阿卜杜勒·伊拉流亡，他随同出走。但不久即恢复君主政体，他回国再任首相。第二次世界大战后，伊拉克政治家努里·赛义德得势，他的声望一落千丈。1959年因肺癌去世。